# Беренсон, Лори
Лори Хелен Беренсон (англ. Lori Helene Berenson, родилась 13 ноября 1969, Нью-Йорк) — североамериканская политическая активистка, арестованная в Перу и приговоренная к 20 годам заключения за связи с «террористическим» Революционным движением имени Тупака Амару.

## Биография
Родилась в Нью-Йорке в интеллигентной семье преподавателей колледжа — профессоров Марка и Роды Беренсон. В 1987 году с отличием окончила школу и поступила в Массачусетский технологический институт, но вскоре бросила учёбу и занялась политической деятельностью. Присоединилась к Комитету солидарности с народом Сальвадора. В 1990 году работала с сальвадорскими беженцами в Никарагуа, а в 1992 году стала секретарем одного из командиров Фронта национального освобождения имени Фарабундо Марти Леонеля Гонсалеса во время мирных переговоров.
В 1994 году отправилась в Перу, где работая журналисткой для двух североамериканских изданий вместе с фотографом-перуанкой несколько раз посещала здание Конгресса. 30 ноября 1995 года была арестована по обвинению в подготовке теракта совместно с членами Революционного движения имени Тупака Амару.

## Процесс
Находясь в Перу Лори Беренсон снимала нижний этаж того же дома, что члены Революционного движения имени Тупака Амару использовали для организации подготовки захвата Конгресса. Фотограф-перуанка работавшая с Лори Беренсон была женой Нестора Серпа Картолини. Несмотря на то, что Лори Беренсон отрицала все обвинения (она не видела в доме оружия, почти не общалась с молодым человеком с верхнего этажа, родственными связями фотографа не интересовалась, никаких планов здания Конгресса не имела и не участвовала в планировании теракта), закрытый военный суд приговорил её 11 января 1996 года к пожизненному заключению. 30 января того же года судом была отменена кассация.
С целью создания её негативного образа, после процесса по телевидению была показана запись выступления Лори Беренсон, в котором она отрицала даже моральную правомерность диктаторского режима Фухимори называть революционное движение террористами.
В 1998 году Международная амнистия признала Лори Беренсон политической заключённой. В 2000 году под давлением правозащитных организаций и правительства США, судебное решение по делу Бернсон было передано под юрисдикцию гражданского суда. 20 июня 2001 года за «связи с террористами» она была приговорена к 20 годам заключения. В 2002 году Межамериканская комиссия по правам человека пришла к выводу о незаконности подобного решения и потребовала его пересмотра, однако правительство Перу ответило отказом. В том же году Беренсон присоединилась к 25 дневной голодовке протеста политических заключённых с требованием улучшить условия заключения, которая не увенчалась успехом.
В октябре 2003 года Беренсон вышла замуж за Анибала Апари Санчеса, с которым познакомилась в 1997 году находясь тюрьме. В 2009 году родила сына, которого сможет растить до трех лет, после чего ребёнок будет изъят. Срок её тюремного заключения должен был закончиться в 2015 году. В мае 2010 года она была освобождена досрочно.
Лори Беренсон продолжает выступать с критикой политики Всемирного банка, МВФ, внешней политики США и внутренней Перу.